# Russell King
Russell King (geboren 13. März 1945) ist ein britischer Geograph und Hochschullehrer.

## Leben
Russell King studierte Geographie an der London University und wurde dort 1970 promoviert. Er wurde 1970 Lecturer in Geographie an der University of Leicester. Ab 1986 war er Geographie-Professor am  Trinity College Dublin. Im Jahr 1993 wechselte er als Professor an die University of Sussex, er war dort 2004 bis 2007 Dekan der Fakultät und leitete von 1998 bis 2011 das Sussex Centre for Migration Research. King hatte Gastprofessuren an der University of Malta (1977, 2014), Ben-Gurion-Universität im Negev (1981), der Universität Triest (1990) und an der Cornell University (2005). Im Jahr 2013 war er „Willy Brandt Gastprofessor für Migrationsstudien“  an der Universität Malmö. 
King erhielt 1986 den Edward Heath Award der Royal Geographical Society. Die Universität Lissabon verlieh ihm 2021 die Ehrendoktorwürde. Er ist Ehrenmitglied der Società Geografica Italiana. King war von 2000 bis 2013 Herausgeber des „Journal of Ethnic and Migration Studies“. 

## Schriften (Auswahl)

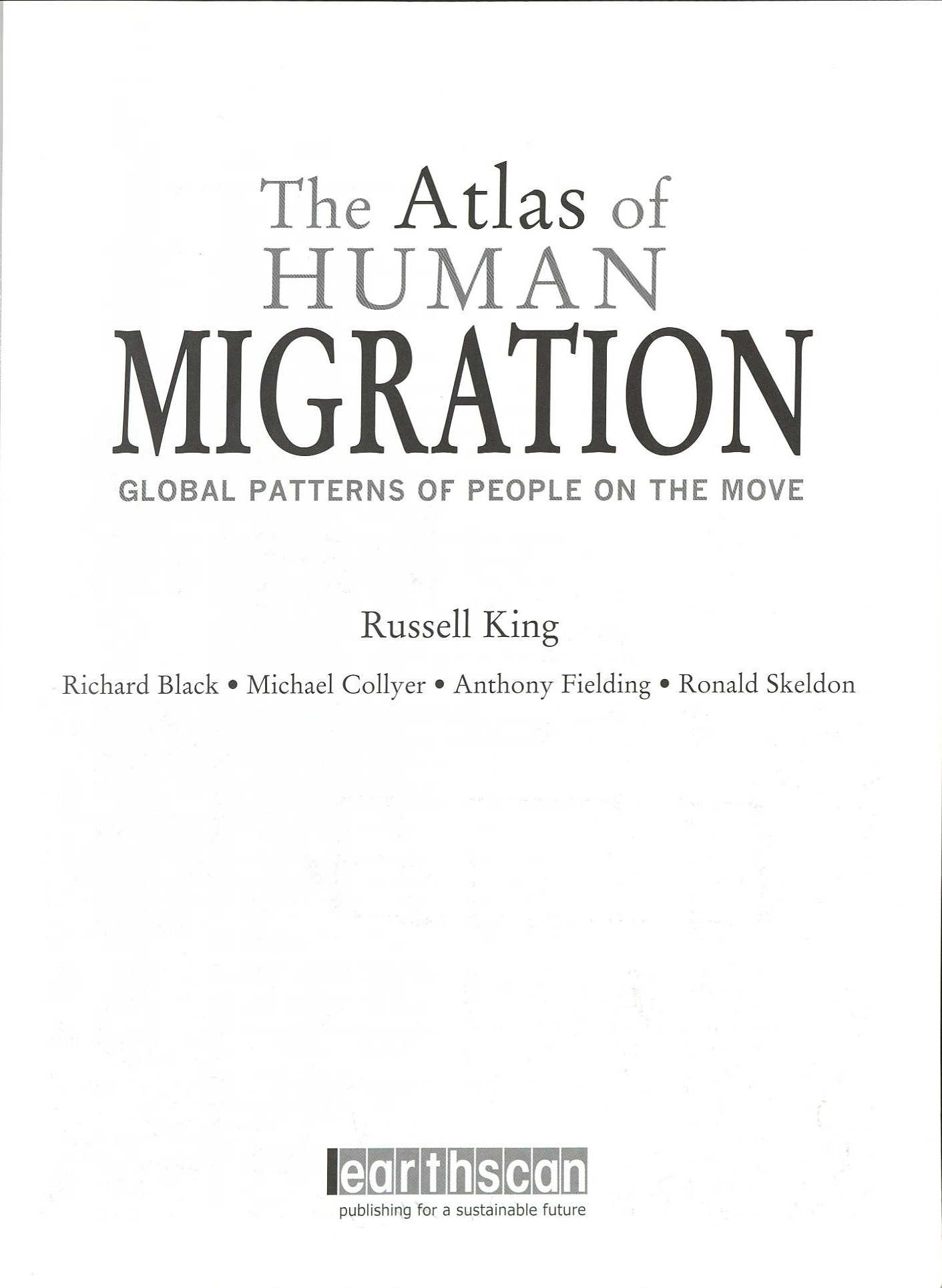
Atlas of human migration (2010)

- Sardinia. Newton Abbot : David Charles, 1975.
- Land reform : a world survey. London : Bell, 1977.
- Massimo Quaini: Geography and marxism. Übersetzung Alan Braley. Ed. and with an annot. bibliogr. by Russell King. Oxford : Blackwell, 1982.
- The industrial geography of Italy. London : Croom Helm, 1985.
- (Hrsg.): Mass migrations in Europe : the legacy and the future. London : Belhaven Press, 1993.
- (Hrsg.): The Mediterranean : environment and society. London : Arnold, 1997.
- Russell King; Tony Warnes; Allan Williams: Sunset lives : British retirement migration to the Mediterranean. Oxford : Berg, 2000.
- (Hrsg.): The Mediterranean passage : migration and new cultural encounters in Southern Europe. Liverpool : Liverpool Univ. Press, 2001.
- Russell King; Nicola Mai: Out of Albania. New York : Berghahn Books, 2008.
- Russell King; Richard Black; Michael Collyer (Hrsg.): The atlas of human migration : global patterns of people on the move. Brighton : Earthscan, 2010.
  - (Hrsg.): Atlas der Völkerwanderungen : Suche, Flucht, Vertreibung, Verschleppung. Übersetzung Ulrike Kretschmer. München : Bassermann, 2010.
- Russell King, Katie Kuschminder (Hrsg.): Handbook of return migration. Cheltenham : Edward Elgar Publishing, 2022.